# شیرینی هندوانه
«شیرینی هندوانه» (به انگلیسی: Watermelon Sugar) ترانه‌ای از هنرمند اهل بریتانیا هری استایلز است که در دومین قطعه از دومین آلبوم استودیویی‌اش، خط باریک (۲۰۱۹) گنجانده شده‌است. این ترانه از رمان آمریکایی در قند هندوانه (۱۹۶۸) از ریچارد براتیگان الهام گرفته شده‌است. «شیرینی هندوانه» یک اثر راک، فانک، پاپ و ایندی پاپ می‌باشد.
این ترانه در ابتدا در ۱۶ نوامبر ۲۰۱۹ به صورت تک‌آهنگ تبلیغاتی برای خط باریک منتشر شد. بعداً به عنوان چهارمین تک‌آهنگ آلبوم در ۱۵ مه ۲۰۲۰ منتشر گردید. این ترانه توسط منتقدین موسیقی مورد تقدیر قرار گرفت و بسیاری مفهوم و آوازهای سبک ترانه را تحسین کردند. همچنین از لحاظ تجاری به موفقیت خوبی دست یافت و به ۱۰ ترانه برتر از بسیاری از کشورها از جمله بریتانیا، استرالیا و کانادا قرار گرفت. همچنین به رتبه ۱ جدول ۱۰۰ آهنگ داغ بیلبورد رسید و به اولین رتبه یک استایلز در این کشور تبدیل شد.